# جون ر. بيرك
جون ر. بيرك (بالإنجليزية: John R. Burke)‏ هو ضابط ودبلوماسي أمريكي، ولد في 7 ديسمبر 1924 في ماديسون في الولايات المتحدة، وتوفي في 7 أغسطس 1993 في مقاطعة أرلنغتون في الولايات المتحدة.